# Complexiteit
Met complexiteit wordt in de systeemtheorie in het algemeen een eigenschap van een complex systeem of model bedoeld  die niet is af te leiden uit elk van de afzonderlijke componenten maar alleen uit het systeem of model als geheel. Het gedrag van zo'n systeem is daarmee een emergent verschijnsel. De studie van complexiteit staat vooral centraal in de netwerktheorie en de netwerkwetenschap.

## Definities
Het begrip "complexiteit" wordt in verschillende deelgebieden van de wetenschap op verschillende manieren gedefinieerd. Seth Lloyd van het MIT schrijft dat hij in een presentatie eens 32 definities van complexiteit gaf. Over het algemeen wordt ervan uitgegaan dat er bij complexiteit sprake is van veel afzonderlijke componenten in een systeem, die allerlei vormen van interactie vertonen, en dat complexiteit in ieder geval samenhangt met het totale aantal componenten. Wat in dit verband echter precies "complex" of "eenvoudig" mag heten is echter niet objectief te duiden en verandert bovendien voortdurend. Complexiteit is dus altijd een subjectief oordeel.
Een eenvoudige definitie van complexiteit is de tijd die iemand nodig heeft om iets te begrijpen. Daarom is complexiteit relatief. Wat voor een mens zeer complex is, is voor een computer een peulenschil en vice versa.

## Georganiseerd/niet-georganiseerd
De Amerikaanse wiskundige en communicatiewetenschapper Warren Weaver omschreef complexiteit eens als "de mate van voorspelbaarheid van de eigenschappen van een systeem als geheel op basis van de eigenschappen van de afzonderlijke onderdelen". Volgens Weaver kon complexiteit op deze manier twee vormen hebben: georganiseerd en niet-georganiseerd.
Een niet-georganiseerd systeem bestaat uit zeer veel (miljoenen of nog meer) delen met geen of weinig correlatie, terwijl het gedrag van het systeem als geheel kan worden berekend aan de hand van kansrekening en statistieken. Een voorbeeld uit de natuurkunde is de gelijkmatige manier waarop gas zich in afgesloten ruimtes verdeelt zonder dat er sprake is van interactie tussen de afzonderlijke moleculen, of alleen maar elastische botsingen
Bij georganiseerde complexiteit is daarentegen volgens Weaver sprake van een niet-willekeurige interactie en coördinatie binnen het systeem, ofwel van emergent complex gedrag. Het systeem als geheel bezit daardoor eigenschappen die niet uit de afzonderlijke delen af te leiden zijn, maar alleen uit de "som" hiervan. In dit opzicht kan bijvoorbeeld een woonwijk als een levend geheel worden beschouwd, dat is opgebouwd uit afzonderlijke levende componenten, de bewoners. Een wat algemener voorbeeld zijn ecosystemen, die door Robert Ulanowicz zijn bestudeerd met de nadruk op de correlatie tussen de onderdelen. Het aantal onderdelen hoeft niet per se groot te zijn om georganiseerde complexiteit te bereiken, en het systeem kan in veel gevallen, bijvoorbeeld aan de hand van computersimulaties, in beeld worden gebracht. Voorbeelden hiervan zijn sociale complexiteit bij computationele sociologie en de elliptische planetenbanen rondom de zon, die worden beheerst door slechts één relatie nl. de gravitatiewet van Newton. Zulke simulaties vormen slechts een benadering van de werkelijkheid: dit zijn bv. onderwerpen van onderzoek bij computationele complexiteitstheorie.
Ook over wat precies de bron van georganiseerde complexiteit vormt bestaat geen eenduidige opvatting. Wel is men het er over eens dat er sprake is van bepaalde correlaties tussen de onderdelen en dat zowel het aantal onderdelen als hun mate van interactie niet triviaal, dat wil zeggen aan een minimum gebonden is.

## Specifieke betekenissen
Het begrip complexiteit heeft meer specifieke betekenissen:
- In de computationele complexiteitstheorie wordt computationele complexiteit gedefinieerd als "de hoeveelheid computationele hulpbronnen die nodig is om een algoritme uit te voeren". Een voorbeeld hiervan is het aantal stappen dat vereist is om een probleem op te lossen als functie van de omvang van het probleem. Een axiomatische benadering van computationele complexiteit is ontwikkeld door Manuel Blom.
- In de algoritmische informatietheorie is de Kolmogorov-complexiteit van een tekenreeks de kortst mogelijke omschrijving van deze string met behulp van computertaal. Deze vorm van complexiteit hangt samen met diverse zaken waaronder tijd en ruimte.
- In de informatieverwerking is complexiteit een aantal door een object overgedragen eigenschappen dat dankzij observatie wordt waargenomen, ofwel de toestand.
- In natuurkundige systemen is het aantal variabelen dat nodig is om de toestand van het systeem te beschrijven een maat voor zijn complexiteit. De keuze van die variabelen (ook wel vrijheidsgraden genoemd) is afhankelijk van de schaal waarop men het systeem bekijkt: hoe gedetailleerder hoe meer variabelen er in het algemeen nodig zijn om het systeem te beschrijven. Zo kan men de toestand van een gas macroscopisch beschrijven met behulp van de variabelen druk, temperatuur en volume. Maar op molecuulniveau zijn ook de posities en de snelheden van de afzonderlijke moleculen bepalend voor de complexiteit van het systeem. Verder is die keuze ook afhankelijk van de vraag welke variabelen er nodig zijn om de toekomst van het systeem te kunnen bepalen. In de Kwantummechanica worden die variabelen vervangen door dimensies van de Hilbertruimte die benodigd is om de toestand van een systeem weer te geven. Een geringe kans bij het bepalen van een specifieke eigenschap van het systeem (door projectie van de toestandsvector op een van die dimensies) is dan een maat voor de complexiteit van het systeem.
- In de wiskunde speelt de Krohn-Rhodes-theorie een belangrijke rol bij de studie van eindige halfgroepen en de automatatheorie.
- Als maatstaf voor de gecompliceerdheid van een probleem voor de persoon die het probeert op te lossen wordt een term uit de cognitieve psychologie gebruikt, de hrair-grens.
- Een complex adaptief systeem bezit ten minste een van de volgende eigenschappen:
  - Een bepaald aantal onderdelen en verschillende soorten onderdelen;
  - Een soort "geheugen" en de mogelijkheid tot feedback;
  - Een niet-lineaire relatie tussen het systeem en zijn omgeving;
  - Het systeem kan gemakkelijk worden beïnvloed door zijn omgeving of past zich hieraan aan;
  - Het systeem is zeer gevoelig voor de omstandigheden waarin het aanvankelijk verkeerde, en dit is tevens een van de oorzaken van zijn complexe gedrag (zie ook chaostheorie).

Voorbeelden van recent ontwikkelde of in staat van ontwikkeling zijnde complexe adaptieve systemen zijn kunstmatig leven, evolutionaire computatie en genetische algoritmen.